# Cukiernica Niżna

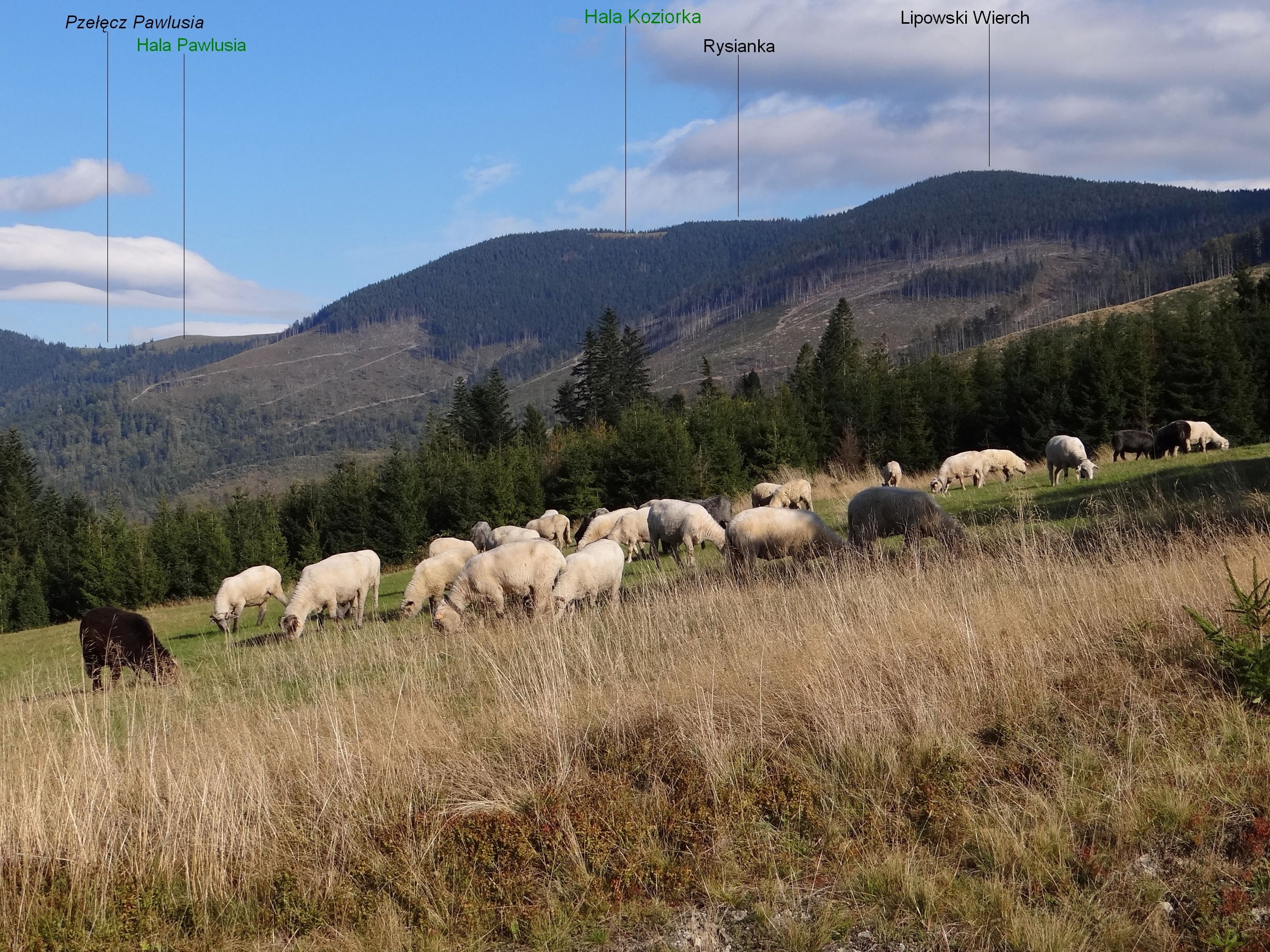
Wypas owiec na Cukiernicy Niżnej

Cukiernica Niżna – hala pasterska w Beskidzie Żywiecko-Orawskim w Grupie Lipowskiego Wierchu i Romanki, po południowo-wschodniej stronie Hali Boraczej. Obydwie te hale oddzielone są wąskim tylko paskiem lasu. Hala Boracza zajmuje rejon przełęczy między Redykalnym Wierchem i Prusowem oraz stoki Prusowa i znajduje się na niej Schronisko PTTK na Hali Boraczej, natomiast Cukiernica Niżna znajduje się na zboczach Redykalnego Wierchu, a dokładniej niemającego nazwy wierzchołka 998 m w grzbiecie opadającym z Redykalnego Wierchu do przełęczy na Hali Boraczej.
Hala Cukiernica Niżna znajduje się w granicach wsi Żabnica w województwie śląskim, w powiecie żywieckim, w gminie Węgierska Górka. Jako jedna z niewielu już tylko hal Beskidu Żywieckiego jest nadal wypasana. Możliwe to było dzięki środkom z „Programu aktywizacji gospodarczej oraz zachowania dziedzictwa kulturowego Beskidów i Jury Krakowsko-Częstochowskiej OWCA plus”. Przez Cukiernicę Niżną powadzą trzy szlaki turystyczne. Z hali szeroka panorama widokowa, w dole widoczna jest polana Studzianka z zabudowaniami miejscowości Żabnica.
W pobliżu Cukiernicy Niżnej znajduje się Jaskinia w Boraczej. W stokach pobliskiej Suchej Góry jest jeszcze druga hala – Cukiernica Wyżna.

## Szlaki turystyczne
Żabnica-Skałka – Hala Boracza – Cukiernica Niżna – Redykalny Wierch
 Milówka – Hala Boracza – Cukiernica Niżna – Redykalny Wierch – Lipowski Wierch – schronisko PTTK na Hali Rysiance – Żabnica-Skałka
 Rajcza – Sucha Góra – Cukiernica Wyżna – Cukiernica Niżna – Hala Boracza. Czas przejścia 2:55 h, ↓ 2:25 h.